# Липљанска епархија
Липљанска епархија, касније позната и као Грачаничка епархија, односно Новобрдска епархија, древна је епархија Српске православне цркве, са седиштем у манастиру Грачаници код Липљана. Обухватала је средишње делове косовске области. Први помени посебне епископије на том подручју потичу већ из 4. века (античка Улпијанска епископија), а последњи из средине 18. века. Прошлост ове епархије и њеног подручја дели се на три историјска раздобља: античко, средњовековно и нововековно.

## Историја
Првобитна Улпијанска епископија постојала је већ током позноантичког периода, са седиштем у античкој Улпијани (лат. Ulpiana), а почевши од 535. године налазила се под јурисдикцијом Архиепископије Јустинијане Приме. Иако је пропала почетком 7. века, касније је обновљена и почевши од 1019. године налазила се у саставу Охридске архиепископије. Током 11. и 12. века, подручје ове епископије било је поприште честих српско-византијских сукоба. Српској држави је коначно прикључено у време владавине Стефана Немање (1166-1196). Почевши од 1219. године, епископија се налази у саставу Српске архиепископије, а након проглашења Српске патријаршије (1346), липљански епископи су добили и почасни наслов митрополита.
Седиште средњовековне епископије првобитно је било у Липљану, а потом у оближњем манастиру Грачаници. Под њу је потпадао и чувени рударски град Ново Брдо. Архијереји ове епархије су названи липљански, односно грачанички или новобрдски, а у 18. веку и косовски.
Средином 15. века, целокупно подручје Липљанске епархије потпало је под османску власт и укључено у састав Вучитрнског санџака. У седишту ове епархије, у манастиру Грачаници, основана је 1539. године српска ћириличка Грачаничка штампарија, у којој је приређен чувени Грачанички октоих. Потоњи липљански митрополит Пајсије Јањевац изабран је 1614. године за српског патријарха.
Епархија је тешко пострадала крајем 17 века, у време Велике сеобе Срба (1690) под патријархом Арсенијем III, а последњи пут се помиње средином 18. века. Један од последњих липљанских, односно грачаничких или косовских митрополита Василије Јовановић-Бркић (1756-1758) изабран је 1763. године за српског патријарха.
Након укидања, подручје Липљаснке епархије прикључено је суседној Призренској епархији.

### Липљански епископи и митрополити
Списак познатих епископа и митрополита Липљанске епархије
- Мавројан (13. век)
- Варнава (13. век)
- Сава (13. век)
- Јован (13. век)
- Антоније (почетак 14. века)
- Игњатије (прва половина 14. века)
- Теодор (средина 14. века)
- Симеон (око 1383-1388)
- Дионисије (прва половина 15. века)
- Доситеј (прва половина 15. века)
- Венедикт Цреповић (око 1455.)
- Никанор (око 1530.-1545.)
- Дионисије (око 1570.)
- Василије (око 1587.-1598.)
- Пајсије Јањевац (1612-1614)
- Лонгин (око 1616)
- Василије Јовановић-Бркић (1756-1758)